# Vachellia gummifera
Vachellia gummifera is een boomsoort uit de vlinderbloemenfamilie (Leguminosae/Fabaceae). Het is een stekelige, bossige kleine boom of struik met rechtopstaande tot spreidende takken. De boom bereikt een groeihoogte tussen 3 en 6 meter. 
De soort komt voor in Marokko, waar deze groeit als boom of struik in de overgangszone tussen het mediterrane gebied aan de kust tot aan de Saharawoestijn in het (zuid)oosten. De soort groeit in boslanden en struikgewas. De soort staat op de Rode Lijst van de IUCN geklasseerd als 'onzeker'.
Uit de stam en takken wordt een gom gewonnen, die vrijkomt in tranen en een donkere kleur heeft. De gom heeft een zoete smaak en is gedeeltelijk oplosbaar in water. De gom was vroeger een handelsartikel die naar verschillende landen geëxporteerd werd, maar wordt nu alleen nog lokaal gebruikt.

## Synoniemen
- Acacia gummifera Willd.
- Mimosa gummifera Brouss. ex Poir.